# Diaoyu-Festung
Die Diaoyu-Festung oder Diaoyucheng (chinesisch 釣魚城 / 钓鱼城, Pinyin Diàoyúchéng) ist eines der größten antiken Schlachtfelder Chinas. Es befindet sich auf dem Diaoyu-Berg in der Stadt Heyang, Bezirk Hechuan, Chongqing. Die Festung ist berühmt für ihren Widerstand gegen die mongolischen Armeen in der zweiten Hälfte der Song-Dynastie. Eines der bemerkenswertesten Ereignisse war der Tod des mongolischen Anführers Möngke Khan in der Nähe der Stadt, der den sofortigen Rückzug der mongolischen Truppen aus Syrien und Ostasien bewirkte, deren Anführer zur Wahl eines Nachfolgers zusammentreffen sollten. Die Ausdehnung des mongolischen Reiches nach Kleinasien und Europa konnte dadurch verhindert werden.
Obwohl die Mongolen und die südlichen Song in ihrem Kampf zur Niederschlagung der Jurchen-Jin-Dynastie vereint waren, brach ihr Pakt unmittelbar danach und die Mongolen starteten einen aggressiven Krieg gegen die hartnäckige südliche Song-Dynastie, der mehr als ein Drittel des 13. Jahrhunderts andauerte. In der Zeit von 1243 bis 1279 erlebte Diaoyu mehr als zweihundert militärische Konfrontationen in einer Phase des „anhaltenden Widerstandes“, die sechsunddreißig Jahre andauerte.
Das antike Diaoyu umfasst eine Fläche von 2,94 Quadratkilometern. Es liegt auf einem Hügel, der auf drei Seiten von Wasser umgeben ist. Es liegt etwa fünf Kilometer östlich von Hechuan, Chongqing, in der Nähe des Zusammenflusses der Flüsse Qu, Fu und Jialing. Das Gelände ist steil und landschaftlich beeindruckend. Vor etwa 900 Jahren baute Yu Jian hier eine Festung, um den Mongolen während der südlichen Song-Dynastie (1127–1279) zu widerstehen.
Obwohl die mongolische Armee mehr als zehntausend Mann groß war und vom Großkhan Möngke angeführt wurde, konnte sie die winzige Festung nicht erobern. Yu Jian errang viele brillante Siege, die mit dem Tod von Möngke Khan einen Höhepunkt erreichten. Nach einigen Quellen wurde Möngke durch eine Kanonenexplosion in Diaoyu verwundet und starb am 11. August 1259. Einige Berichte sprechen jedoch von einem Unfall oder einer Krankheit. Da das Areal viele historische Stätten enthält – einen Marinehafen, Bohrplätze, Wachtürme und eine Festung mit eingebauten Kanonen – wurde Diaoyu vom chinesischen Staatsrat zu einem wichtigen nationalen Kultur- und Geschichtsort erklärt.

## Galerie

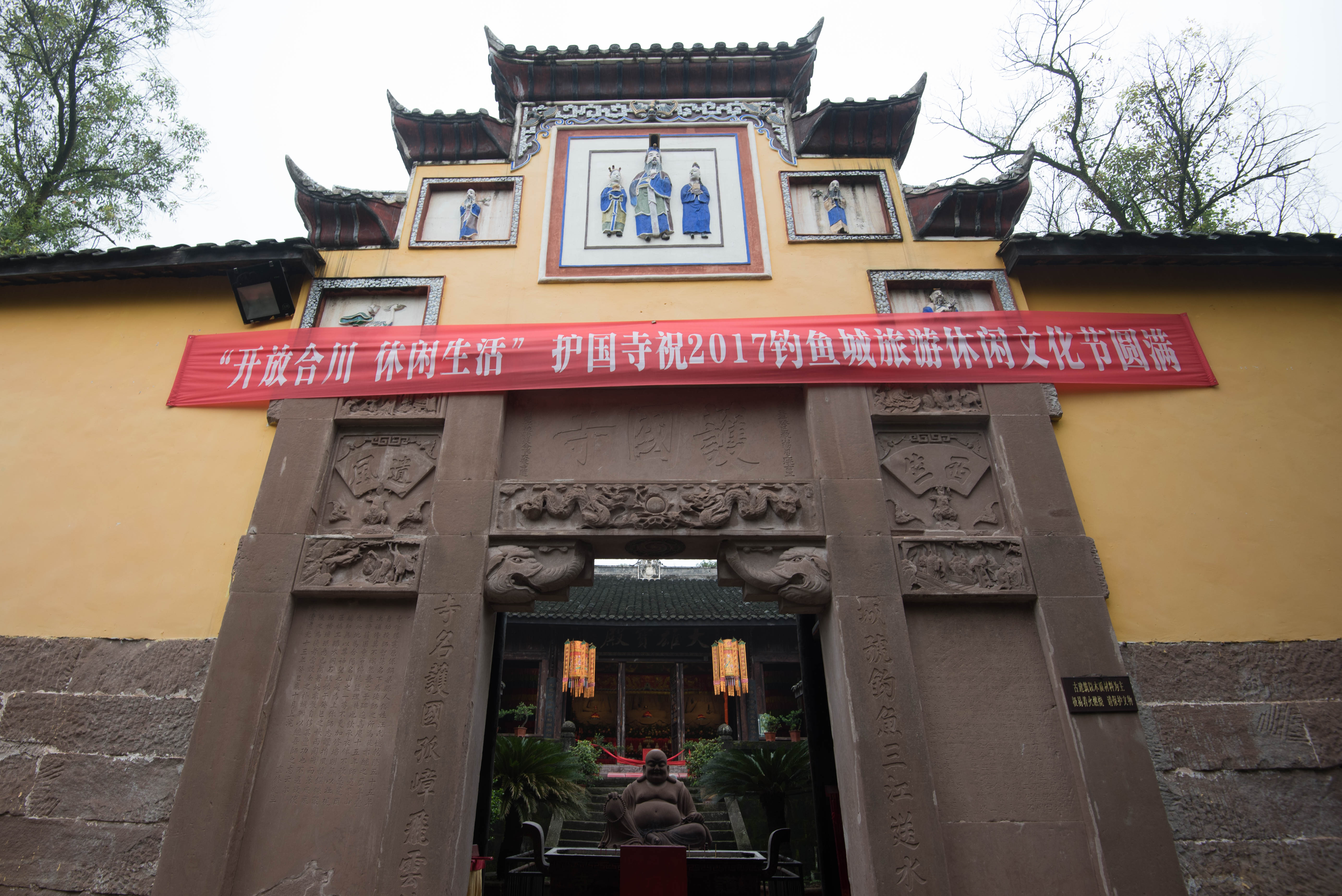
Eingang
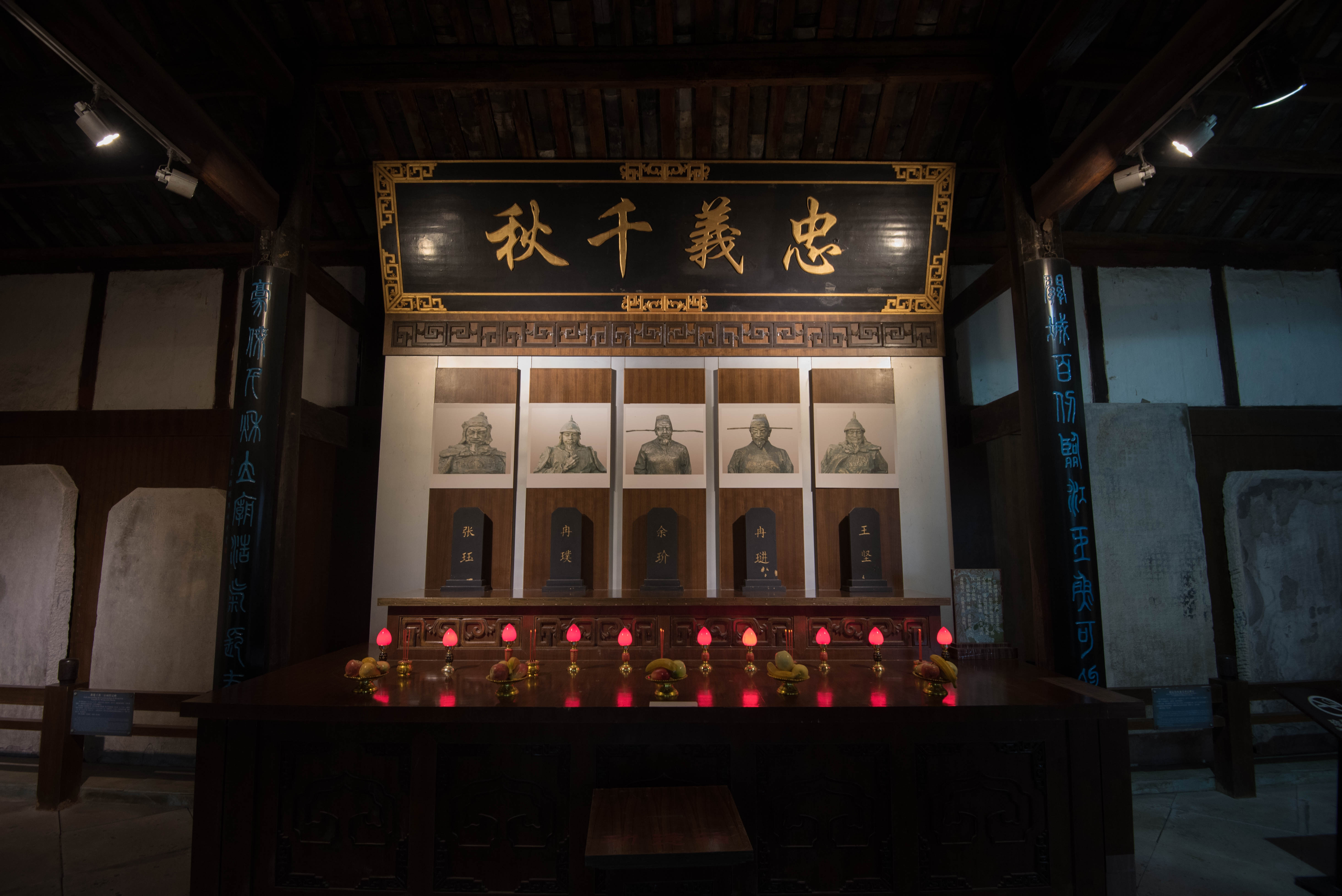
Andachtsstätte im Museumsteil
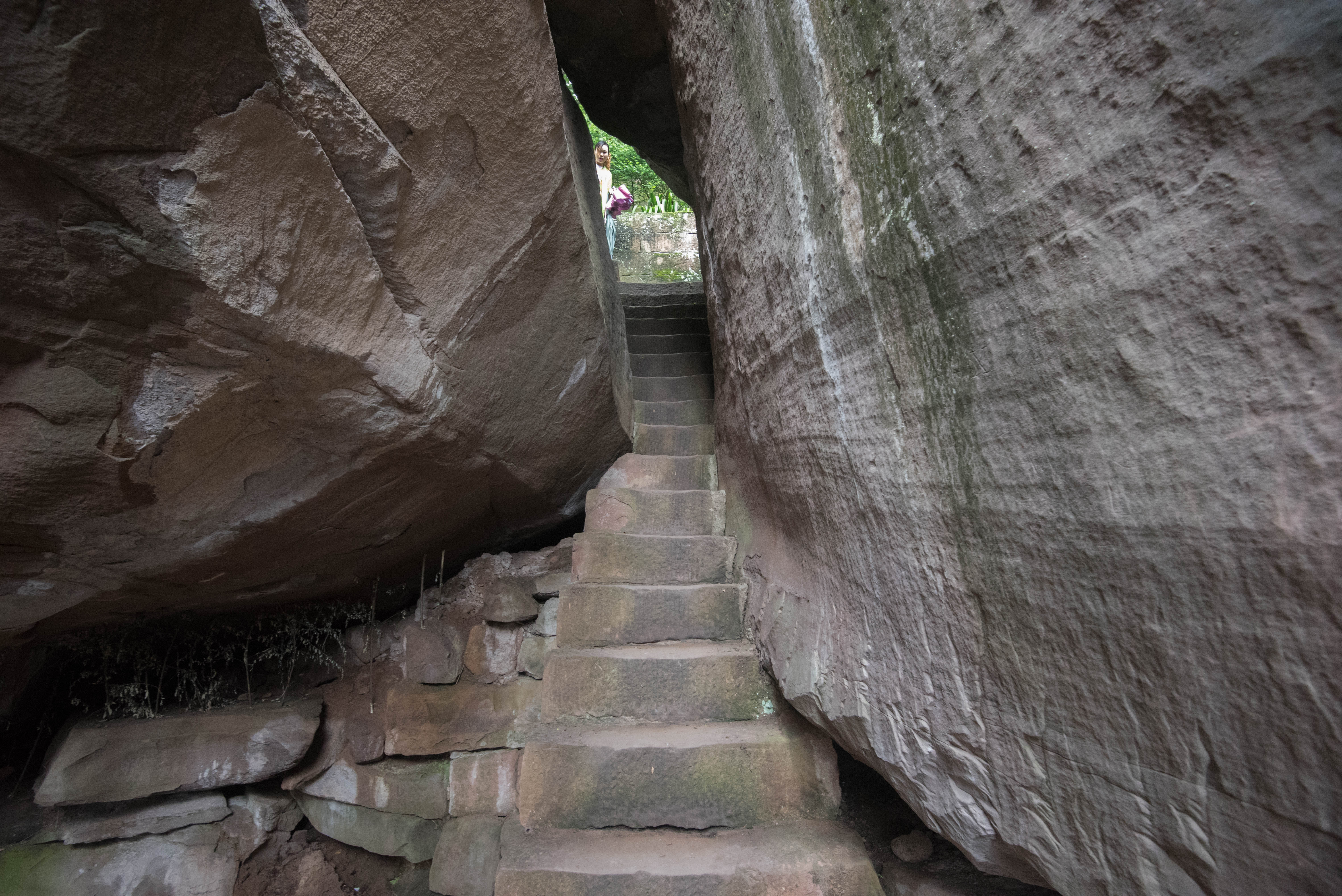
In Stein gehauener Aufgang
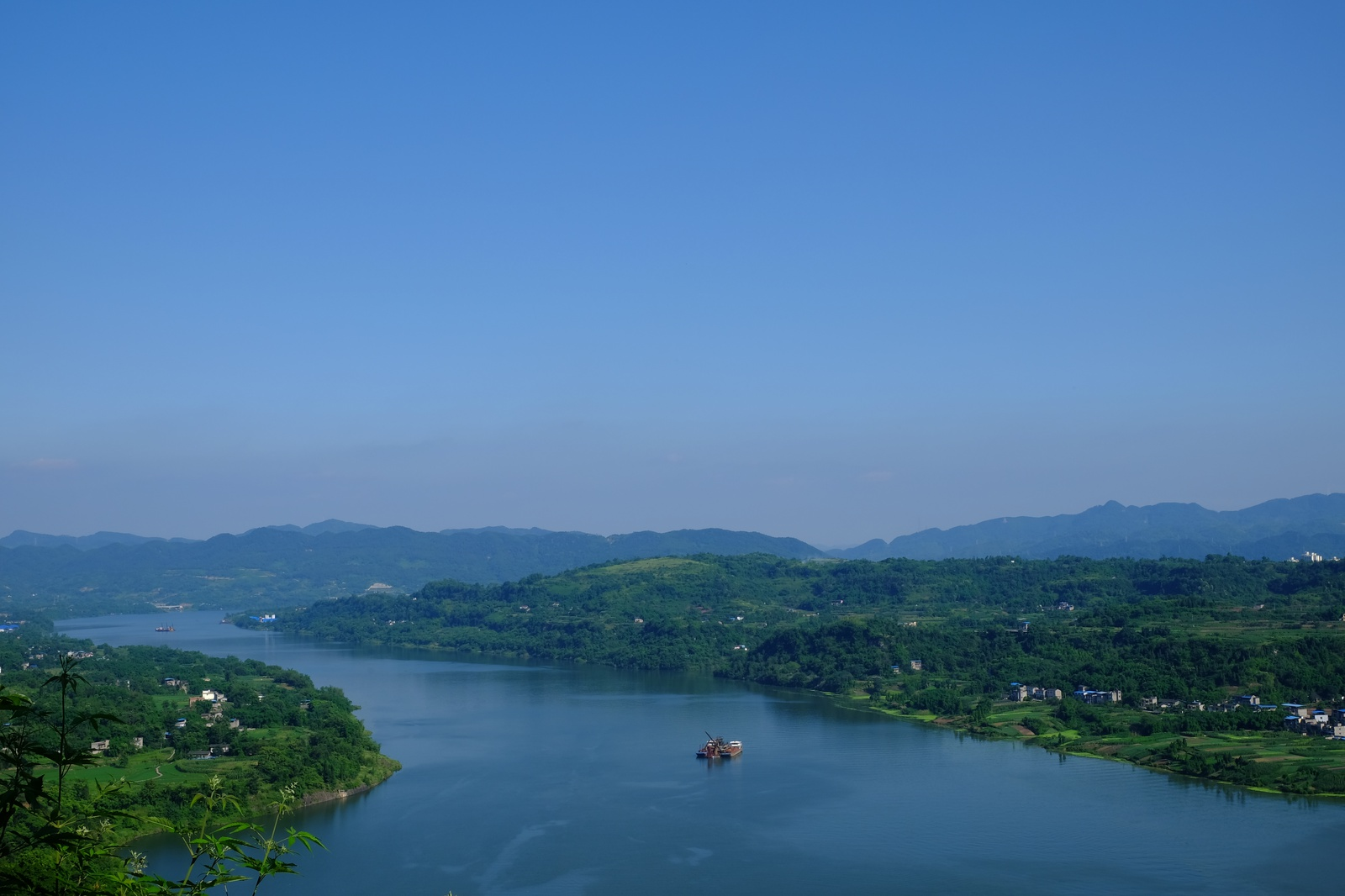
Blick von der Festung aus
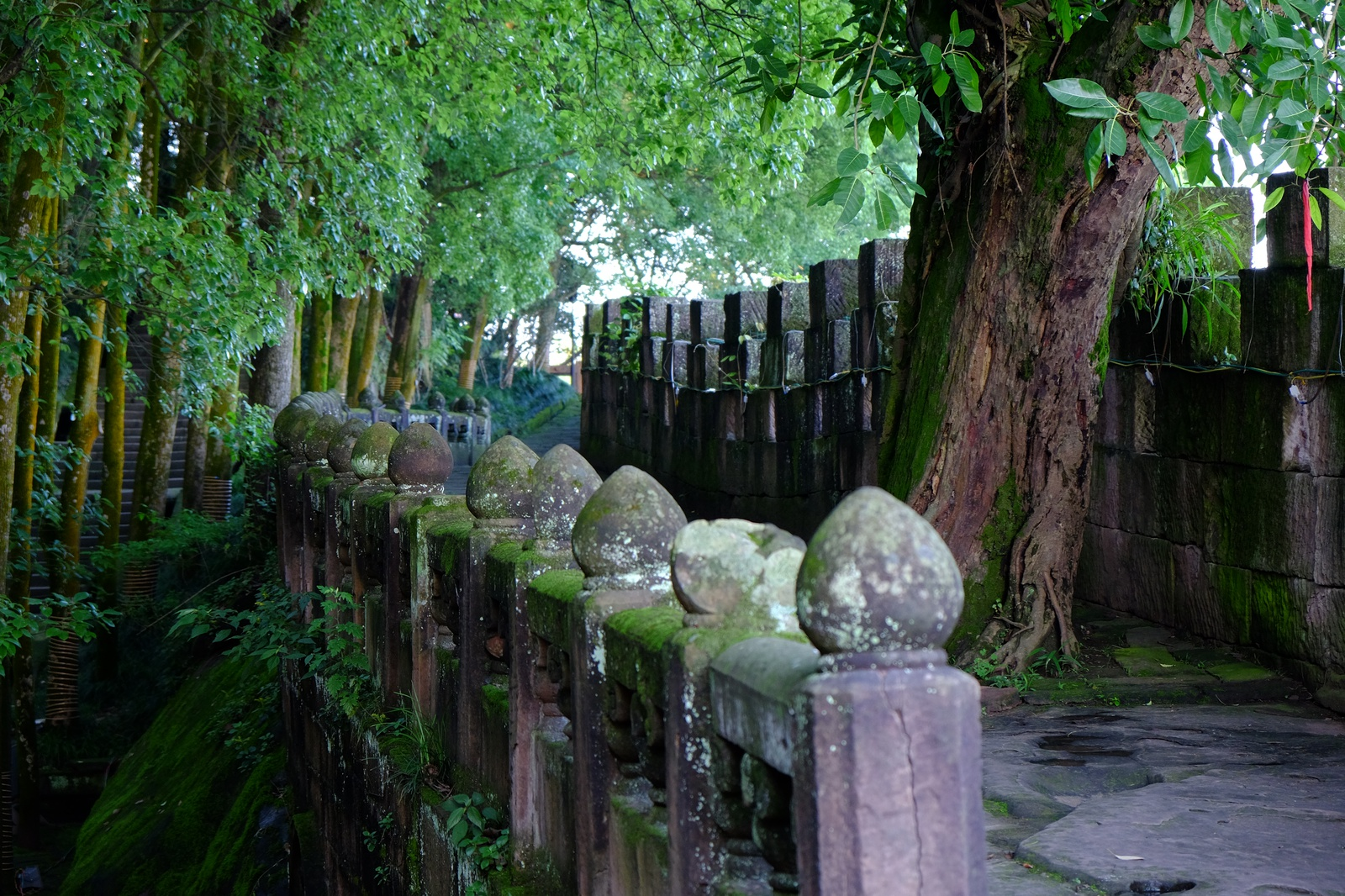
Ein Teil der äußeren Wehrmauer
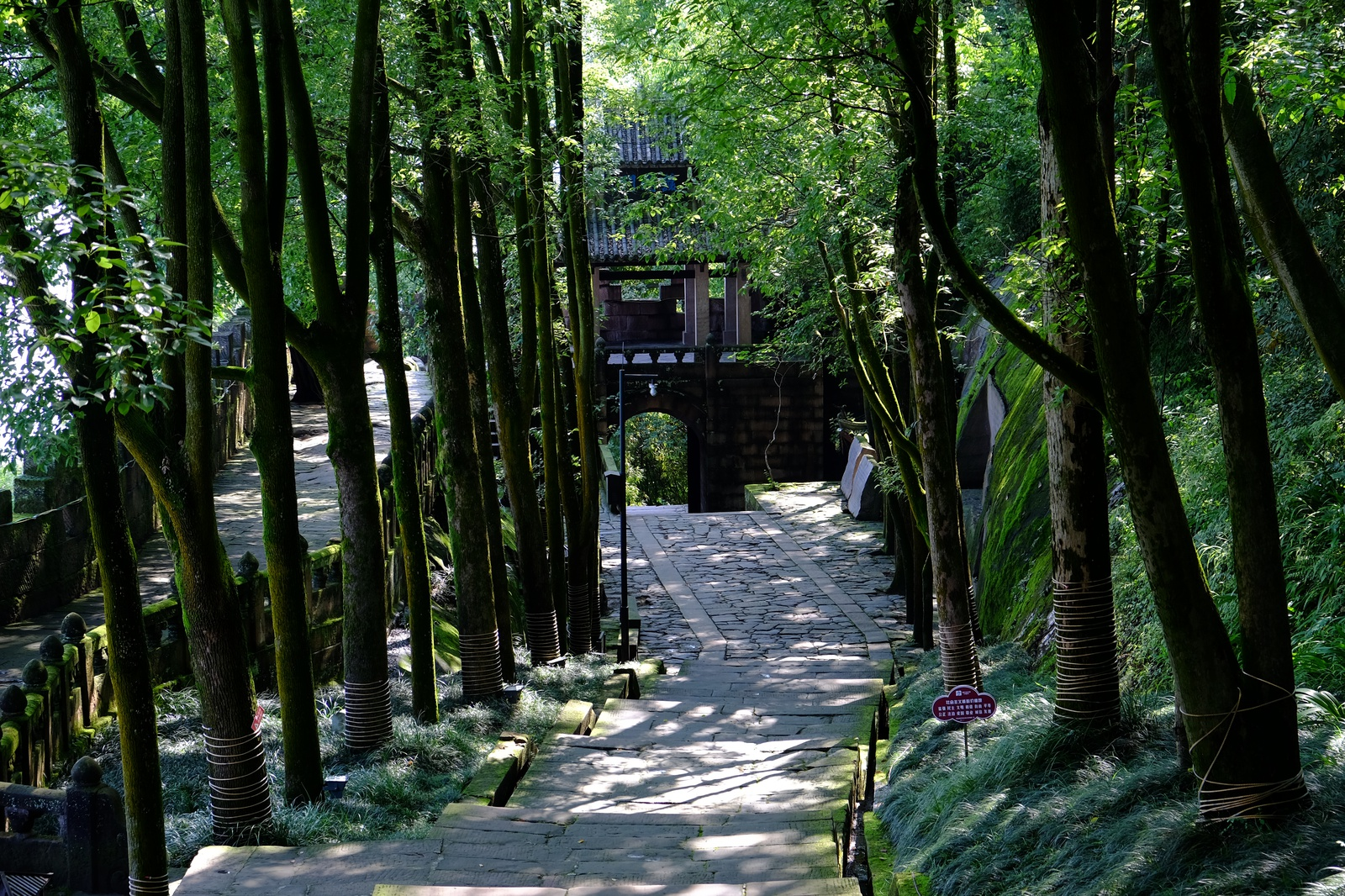
Torweg neben der äußeren Wehrmauer
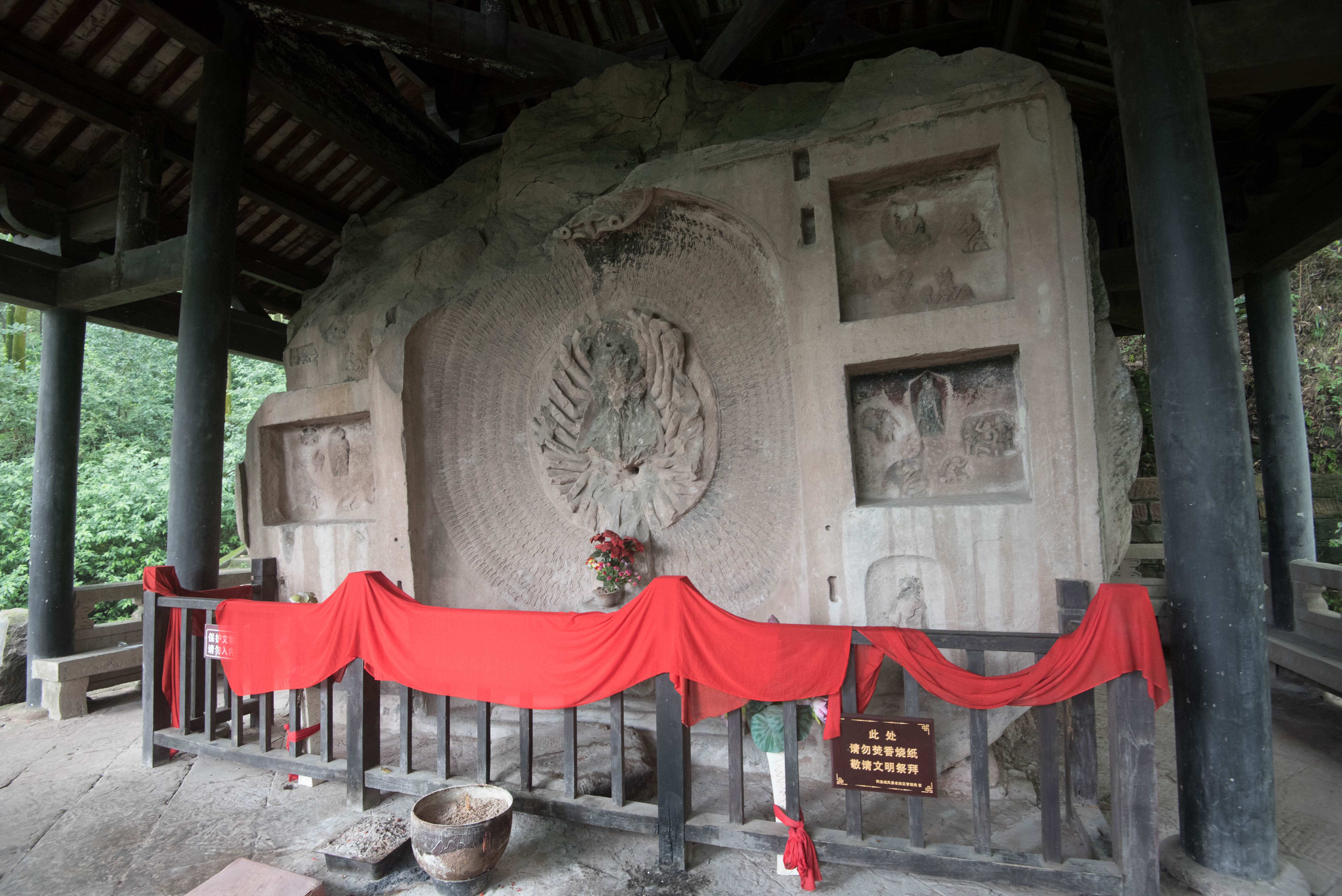
Ruinen der „Fischerstadt“
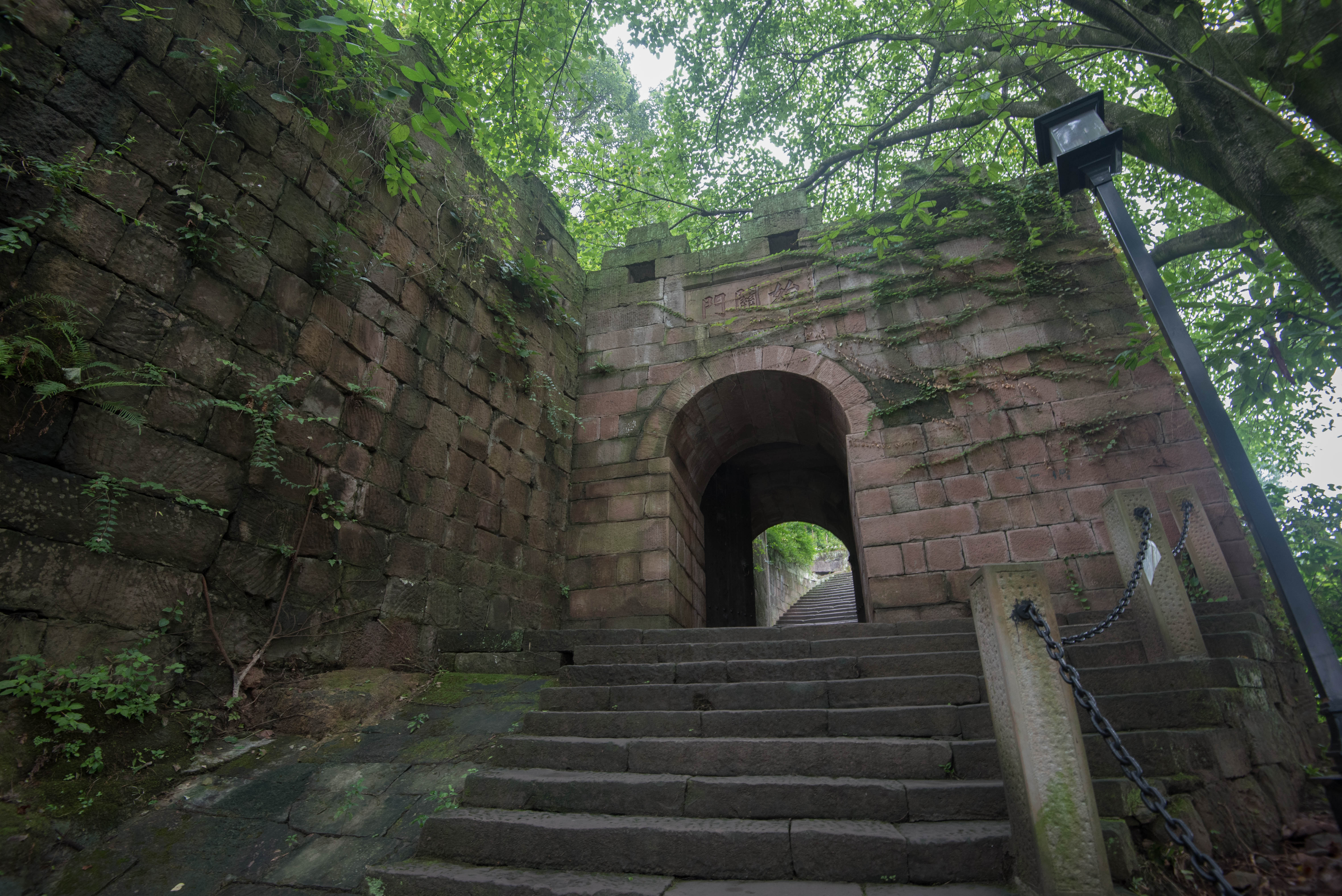
Gedeckter Aufgang zur Festung